# Svirač
Svirač ili instrumentalist, profesionalni je ili amaterski glazbenik koji glazbu izvodi sviranjem na pojedinom ili više glazbala (multiinstrumentalist), sam ili u sklopu glazbenoga sastava ili orkestra, zasebno ili kao pratnja (korepetitor) pjevačima, plesačima, zboru i inim glazbenicima ili umjetnicima (pr. pjesnicima ili glumcima).